# Біцина-Пеминтень
Біцина-Пеминтень, Біцина-Пеминтені (рум. Bițina-Pământeni) — село у повіті Яломіца в Румунії. Входить до складу комуни Мовіліца.
Село розташоване на відстані 35 км на північний схід від Бухареста, 70 км на захід від Слобозії, 134 км на південний схід від Брашова.

## Населення
За даними перепису населення 2002 року у селі проживали 73 особи, усі — румуни. Усі жителі села рідною мовою назвали румунську.